# Raphaël Smolin-Froissart
Pour les articles homonymes, voir Froissart et Smolin.
Raphaël Smolin-Froissart, né à Saint-Marcel-lès-Valence, est un nageur français, licencié au Spondyle Club Antibes (rattaché à la Fédération française d'études et de sports sous-marins (FFESSM)) et membre du Pôle France de nage avec palmes, habitant à Antibes. 

## Palmarès
- Recordman de France;
- Double champion du monde de nage avec palmes individuel (longue distance 6 km surface - finswimming), à la Ciotat en 2005, et à Bari en 2007 ;
- Vice-champion du monde de nage avec palmes individuel (longue distance 6 km surface), à Turin en 2006;
- Vice-champion d'Europe du 1 500 m surface finswimming, à Eger en 2008;
- Vainqueur de la traversée du Rhône (entre les ponts Poincaré et Pasteur de Lyon) en 2007 (27e Traversée de Lyon en palmes);
- Plusieurs fois champion de France longue distance (6 km).

(il est à noter que l'équipe de France masculine de la discipline a été auparavant championne du monde de finswimming longue distance en 1995 à La Ciotat, et en 2001 à Mexico)